# 克里斯·克拉克
克里斯·克拉克（英語：Chris Clarke，1956年10月24日—），加拿大男子拳击运动员。他曾代表加拿大参加1975年泛美运动会拳击比赛，获得一枚金牌。他也曾参加1976年夏季奥运会。